# Jean Thiry
Pour l’article homonyme, voir Jean Thiry (militaire).
 (avril 2023).
Jean Thiry, né le 10 août 1899 à Nancy et mort le 27 janvier 1980 à Vandœuvre-lès-Nancy, est un écrivain, historien et biographe français.

## Biographie

### Jeunesse et études
Jean Thiry est un descendant du baron Nicolas Marin Thiry[réf. nécessaire].      
Il suit des études de droit et de lettres. Il est titulaire d'un doctorat en droit pour une thèse intitulée « Les attributions du Sénat du Premier Empire concernant la justice et les droits individuels », publiée en 1922.
Il est également diplômé de l’École libre des sciences politiques. 

### Parcours professionnel
Avocat et historien, Jean Thiry a écrit 28 livres consacrés à la vie de Napoléon Bonaparte. Ils sont réunis dans la collection Napoléon Bonaparte (notée Collection B.N. dans les œuvres) et édités chez Berger-Levrault. Cette collection a été rééditée en 2010 par l’éditeur Quatuor, sous forme de 6 gros volumes.
Il est correspondant de l’Académie des sciences morales et politiques et membre de l’Académie de Stanislas à Nancy.

## Publications
- Le Sénat de Napoléon, Paris : Berger-Levrault, 1932, 391 p.
- Rôle du Sénat de Napoléon dans l'organisation militaire de la France impériale, Paris : Berger-Levrault, 1932, in-8, 176p.
- Jean-Jacques-Régis de Cambacérès, archichancelier de l'Empire, Paris : Berger Levrault, 1935.
- Rapport sur les concours pour les prix littéraires,  Paris : Berger-Levrault, 1936, in-8, 23 p.
- Précis de la guerre 1939-1940, exposé schématique, Paris : Charles-Lavauzelle, 1941, in-16, 44 p.
- Le vol de l'Aigle, le retour de Napoléon de l'île d'Elbe aux Tuileries, Collection N.B., Paris : Berger-Levreault, 1942.
- La première Restauration, le gouvernement de Louis XVIII, l'Îsle d'Elbe, le congrès de Vienne, Collection N.B.,Paris : Berger-Levrault, 1942, 420 p.
- Morts pour la France, Paris : Charles-Lavauzelle, 1943, in-16, 44 p.
- Les cent jours, Collection N.B., Paris : Berger-Levrault, 1943, in-8, 422 p.
- Waterloo, Collection N.B., Paris : Berger-Leveault, 1943, 316 p.
- La seconde abdication de Napoléon Ier, Collection N.B., Paris : Berger-Levrault, 1945, 295 p.
- Le combat du Mont Saint-Savin,Limoges : Charles- Lavauzelle, 1946, 40 p.
- La campagne de France de 1814 ,Collection N.B., Paris : Berger-Levrault, 1946, in-8, 421 p. 2ème édition. Paru en 1ère édition comme 1ère partie de La chute de Napoléon Ier , 1940, (Prix Gobert)
- Le coup d'état du 18 brumaire, Collection N.B., Paris : Berger-Levrault, 1947, 275 p.
- Les débuts de la seconde restauration, Collection N.B., Paris : Berger-Levrault, 1947, 298 p.
- L'aube du Consulat, Collection N.B., Paris : Berger-Leveault, 1948, 296 p.
- La première abdication de Napoléon Ier, Collection N.B., Paris : Berger-Levrault, 1948, 357 p.
- Marengo, Collection N.B., Paris : Berger-Levrault, 1949, 316 p.
- La Machine infernale, Collection N.B., Paris : Berger-Levrault, 1952, in-8, 316 p.
- Le Concordat et le Consulat à vie, mars 1801-juillet 1802, Collection N.B., Paris : Berger-Levrault, 1956,312 p.
- L'avénement de Napoléon ,Collection N.B., Paris :  Berger-Levrault, 1959, 302 p. (Prix Boudenoot)
- Ulm, Trafalgar, Austerlitz, Collection N.B., Paris : Berger-Levrault, 1962, 391 p. ( Prix Broquette-Gonin..)

- Iéna, Collection N.B., Paris : Berger-Levrault, 1964, 323 p.
- Eylau, Friedland, Tilsit, Collection N.B., Paris : Berger-Levrault, 1964, 278 p.
- La guerre d'Espagne, Collection N.B., Paris : Berger-Levrault, 1965, in-8, 353 p.
- Wagram, Collection N.B. Paris : Berger-Levrault, 1966, 303 p. - Prix Broquette-Gonin.
- L'Empire triomphant, Collection N.B., Paris : Berger-Levrault, 1967, 284 p.
- Le roi de Rome, janvier 1811-juin 1812, Collection N.B., Paris : Berger-Levrault, 1968, 410 p.
- La conquête du pouvoir, en collaboration avec Charles Durand et autres... Lausanne : Editions Rencontre, 1969, 192 p.
- D'Austerlitz à Madrid, en collaboration avec François Crouzet et autres..., Lausanne : Editions Rencontre, 1969, 192 p.
- La campagne de Russie,Collection N.B., Paris : Berger-Levrault, 1969, 375 p.
- Lützen et Bautzen, 18 décembre 1812-30 juin 1813, Collection N.B.,  Paris : Berger-Levrault, 1971, 317 p.L
- L'Académie des sciences et l'Institut d'Egypte : mémoire... Paris, 1971, 12 p.
- Leipzig, Collection N.B., Paris : Berger-Levrault, 1972, 268 p.
- Bonaparte en Italie déc. 1797-24 août 1799, Collection N.B., Paris : Berger-Levrault, 1973, 760 p.
- Bonaparte en Egypte déc. 1797-24 août 1799, Collection N.B., Paris : Berger-Levrault, 1973, 496 p.
- Les années de jeunesse de Napoléon Bonaparte 1769-1796, Collection N.B., Paris : Berger-Leveault, 1975, 296 p.
- Sainte-Hélène, Collection N.B., Paris : Berger-Levrault, 1976, 295 p.

## Distinctions
- Chevalier de la Légion d'honneur
- Officier de l'ordre des Palmes académiques